# Kamen spoticanja
Kamen spoticanja (njemački: Stolperstein, engleski: stumbling stone ili stumbling block) projekt je njemačkog umjetnika Guntera Demniga. To su male betonske kocke na kojima je ugravirano ime te datumi rođenja i smrti žrtava nacističkog režima.
Cilj ovih spomen-obilježja podsjetiti je na sudbine stradalih osoba, u nacionalsocijalističkim progonima – kako poginulih tako i preživjelih žrtava – u njemačkim koncentracijskim logorima, zatvorima, centrima za eutanaziju, klinikama za sterilizaciju, kao i drugih protivnika nacionalsocijalizma i pripadnika pokreta otpora. 

## Opis
Betonski kamenovi spoticanja su gotovo kockaste forme, veličine 96 × 96 i visine od 100 milimetara. Na gornjoj strani pričvršćena je mjedena ploča sa imenom i osnovnim podacima žrtve, kao i razlogom zašto je žrtva zlostavljana ili ubijena. Kamen se obično ugrađuje na pločnik ispred zgrade u kojoj je osoba živjela. Iako je veći dio ovih spomenika posvećenim Židovima, oni su postavljeni i Romima, Sintima, homoseksualcima, Jehovinim svjedocima, crncima, protestantima i katolicima koji su odbili mobilizaciju u njemačku vojsku, komunistima i vojnim dezerterima.

## Povijest
Kamene spoticanja osmislio je njemački umjetnik Gunter Demnig 1992. godine kao malene, mjedene i individualizirane spomenike žrtvama Holokausta ugrađene u nogostup pred posljednjim poznatim mjestom gdje su žrtve slobodno živjele. Na upit o nazivu, Demnig je izjavio da voli citirati studenta koji je rekao: »Ne, ne, o njih se ne spotakneš tako da padneš, nego se spotakneš mislima i srcem.«
Prvi kamen spoticanja postavljen je u Kölnu 16. prosinca 1992., točno 50 godina nakon prve naredbe za deportaciju u Njemačkoj Heinricha Himmlera. Demnig je kroz grad do željezničkog kolodvora, mjesta gdje su po naredbi Romi ukrcavani na vlakove za Auschwitz, vukao napravu koja je na tlu ostavljala trag u obliku teksta Eine Spur durchs Vergessen ('Trag protiv zaborava'), nakon čega je prvi kamen bez gradske dozvole položio pred gradsku vijećnicu Kölna. Kamen je sadržavao prvih nekoliko redaka izvornoga teksta dekreta kojim je naređena deportacija.
Prvi kamen spoticanja izvan Europe položen je 30. listopada 2017. u Argentini, u njemačkoj školi Pestalozzi u Buenos Airesu, kao gradu koji je prihvatio mnoge izbjeglice iz Njemačke tijekom Trećeg Reicha. Kamen nosi citat Margot Aberle Strauss, židovkinje koja je u dobi od 10 godina 1938. s obitelji odbjegla u Argentinu i upisala školu Pestalozzi. Ta je škola osnovana 1934. kao alternativa drugim njemačkim školama asociranima s nacizmom, a za vrijeme rata ondje je školovano mnogo djece odbjeglih židovskih obitelji.
Zaklada Stiftung – Spuren – Gunter Demnig osnovana je u siječnju 2015. kako bi organizirala i vodila projekt kamenâ spoticanja, kao i odobravala zahtjeve za pojedina polaganja kamena.

### U Hrvatskoj
U Rijeci su prve pločice postavljene 2013. godine u spomen na Eugenija i Gianettu Lipschitz, Židove odvedene iz Starčevićeve ulice.
U Zagrebu je prvih 20 kamena postavljeno 2020. godine. Prvi od njih postavljen je 1. listopada 2020. godine, u Gundulićevoj ulici ispred kućnog broja 29 u znak sjećanja na žrtvu holokausta, djevojčicu Leu Deutsch. Polaganje Leina kamena, koje su simbolično izvršile dvije djevojčice iz Osnovne škole Hugo Kon, organizirali su Centar za promicanje tolerancije i očuvanja sjećanja na Holokaust, Židovska vjerska zajednica Bet Israel i Zaklada Stiftung – Spuren, a događanju je prisustvovao i rabin Kotel Da-Don.
Sljedeći gradovi u Hrvatskoj koji su dobili kamene spoticanja bili su Čakovec i Prelog, gdje je 2. rujna 2021. položeno ukupno 28 kamena – na dvije adrese u Prelogu te tri adrese i duž Strossmayerove ulice u Čakovcu. Komemoraciju polaganja kamenâ organizirala je Židovska općina Čakovec uz gradske uprave i Međimursku županiju, a uključivala je židovske napjeve i molitve u izvedbi tenora Nikole Davida iz minhenske Liberalne židovske zajednice Beth Shalom.
Godine 2023. svečano je u Koprivnici položen prvi kamen spoticanja, u sjećanje na trgovca Davida Löwyja, na Trgu bana Josipa Jelačića 14/15. Svečanosti polaganja kamena prisustvovali su predstavnici gradskih, županijskih i državnih tijela te židovskih općina, uključujući rabina Luciana Mošu Prelevića i Löwyjevu unuku Maju Levan Löwy.
U Karlovcu su prvi kameni spoticanja položeni 12. travnja 2024. u spomen na Ivu Goldsteina, Davida Meisela i Filipa Reinera pred njihovim kućama u centru grada. Svečanosti pred Gradskim kazalištem Zorin dom prisustvovala je rodbina trojice žrtava, kao i članovi češke, austrijske i njemačke ambasade te drugi lokalni dužnosnici i političari. Organizaciju su predvodili Centar za promicanje tolerancije i udruga Židovi u Karlovcu. Iste je godine prvi kamen spoticanja postavljen u Osijeku 20. rujna u sklopu Mjeseca židovske kulture. Osječki je kamen položen u sjećanje na Alfreda Fischera u ulici Otokara Keršovanija 6. Događanju su prisustvovali Fischerov sin Darko, članovi Centra, Židovske općine Osijek, službenici Grada Osijeka te učenici Matematičke i Jezične gimnazije.

## Vanjske poveznice
- stolperstein.hr, službena stranica, Centar za promicanje tolerancije i očuvanja sjećanja na Holokaust